# Теорема Адамара о трёх кругах
В комплексном анализе теорема Адамара о трёх кругах описывает поведение голоморфной функции.
Пусть {\displaystyle f} аналитична в кольце {\displaystyle r_{1}\leqslant |z|\leqslant r_{3}}. Тогда, если определить вспомогательную функцию {\displaystyle M(r)=\max _{|z|=r}|f(z)|}, то при {\displaystyle r_{1}<r_{2}<r_{3}} будем иметь выполнение неравенства
{\displaystyle \log \left({\frac {r_{3}}{r_{1}}}\right)\log M(r_{2})\leqslant \log \left({\frac {r_{3}}{r_{2}}}\right)\log M(r_{1})+\log \left({\frac {r_{2}}{r_{1}}}\right)\log M(r_{3})}

## История
Постановка и доказательство теоремы были сделаны Джоном Литлвудом в 1912 году, но её авторства он никому не приписал, говоря о ней как об известной теореме. Эдмунд Ландау и Харальд Бор утверждали, что теорема была впервые сформулирована Жаком Адамаром в 1896 году, хотя сам Адамар никаких свидетельств не опубликовал.